# Benthoquetia integra
Benthoquetia integra är en musselart som först beskrevs av Hedley 1907.  Benthoquetia integra ingår i släktet Benthoquetia och familjen Sportellidae. Inga underarter finns listade i Catalogue of Life.